# 山本七平賞
山本七平賞（やまもとしちへいしょう）は、評論家の山本七平を記念する日本の学術賞である。主催はPHP研究所で、1991年に創設され1992年から始動した。
日本語で執筆され日本国内で出版された社会学、政治学、経済学、歴史学、哲学、宗教学、比較文化等の人文科学、社会科学の学術書、論文が対象である。
受賞者には正賞（賞状）と、副賞の賞金300万円と、記念品の時計と山本七平著『静かなる細き声』特装版が授与される。推薦賞の受賞者には、正賞と副賞の賞金30万円が授与される。奨励賞の受賞者には、正賞と副賞の賞金100万円が授与される。

## 受賞作

### 第1回から第10回
- 第1回 1992年 竹内靖雄『正義と嫉妬の経済学』
- 第2回 1993年 孫崎享『日本外交現場からの証言――握手と微笑とイエスでいいのか』
- 第3回 1994年 稲垣武『悪魔祓いの戦後史――進歩的文化人の原論と責任』、特別賞 天谷直弘
- 第4回 1995年 大石慎三郎『将軍と側用人の政治』、唐津一『デフレ繁栄論――日本を強くする逆転の発想』
- 第5回 1996年 呉善花『攘夷の韓国開国の日本』
- 第6回 1997年 中西輝政『大英帝国衰亡史』、推薦賞　鈴木静夫『物語フィリピンの歴史――「盗まれた帝国」と抵抗の五〇〇年』
- 第7回 1998年 半藤一利『ノモンハンの夏』、推薦賞　武田修志『人生の価値を考える――極限状況における人間』
- 第8回 1999年 李登輝『台湾の主張』
- 第9回 2000年 該当作なし
- 第10回 2001年 牛村圭『「文明の裁き」をこえて――対日戦犯裁判読解の試み』

### 第11回から第20回
- 第11回 2002年 福田和也『地ひらく――石原莞爾と昭和の夢』
- 第12回 2003年 羽入辰郎『マックス・ヴェーバーの犯罪――『倫理』論文における資料操作の詐術と「知的誠実性」の崩壊』
- 第13回 2004年 石井宏『反音楽史――さらば、ベートーヴェン』、推薦賞　深田祐介『大東亜会議の真実――アジアの解放と独立を目指して』
- 第14回 2005年 北康利『白洲次郎 占領を背負った男』、特別賞　筒井清忠『西條八十』
- 第15回 2006年 竹田恒泰『語られなかった皇族たちの真実』、特別賞 杉本信行『大地の砲哮』
- 第16回 2007年 該当作なし、奨励賞　小谷賢『日本軍のインテリジェンス』
- 第17回 2008年 高橋洋一『さらば財務省！ 官僚すべてを敵にした男の告白』
- 第18回 2009年 長谷川幸洋『日本国の正体 政治家・官僚・メディア――本当の権力者は誰か』
- 第19回 2010年 門田隆将『わが命、義に捧ぐ――台湾を救った陸軍中将根本博の奇跡』
- 第20回 2011年 該当作なし　奨励賞 加藤康男『張作霖爆殺事件』

### 第21回から第30回
- 第21回 2012年 川田稔『昭和陸軍の軌跡：永田鉄山の構想とその分岐』中公新書。 
  - 奨励賞 中野剛志『日本思想史新論：プラグマティズムからナショナリズムへ』筑摩書房〈ちくま新書〉。
- 第22回 2013年 岡部伸『消えたヤルタ密約緊急電：情報士官・小野寺信の孤独な戦い』新潮選書。
  - 奨励賞 渡辺惣樹『日米衝突の萌芽：1898 - 1918』草思社。
- 第23回 2014年 石平『なぜ中国から離れると日本はうまくいくのか』PHP新書[1][2]。
- 第24回 2015年 デービッド・アトキンソン『新・観光立国論：イギリス人アナリストが提言する21世紀の「所得倍増計画」』東洋経済新報社。
  - 推薦賞 新城道彦『朝鮮王公族：帝国日本の準皇族』中公新書。
- 第25回 2016年 加藤達也『なぜ私は韓国に勝てたか：朴槿惠政権との500日戦争』産経新聞出版（発売：日本工業新聞社）。
  - 特別賞 三好範英『ドイツリスク：「夢見る政治」が引き起こす混乱』光文社新書。
- 第26回 2017年 該当作なし。 
  - 奨励賞 岩井秀一郎『多田駿伝：「日中和平」を模索し続けた陸軍大将の無念』小学館。
- 第27回 2018年 新井紀子『AI vs.教科書が読めない子どもたち』東洋経済新報社。
- 第28回 2019年 冨田浩司『マーガレット・サッチャー：政治を変えた「鉄の女」』新潮選書。
- 第29回 2020年 該当作なし。
  - 奨励賞 近内悠太『世界は贈与でできている：資本主義の「すきま」を埋める倫理学』ニューズピックス。
- 第30回 2021年 太刀川英輔『進化思考：生き残るコンセプトをつくる「変異と適応」』海士の風（発売：英治出版）。

### 第31回から第40回
- 第31回 2022年 該当作なし。
  - 奨励賞 浜崎洋介『小林秀雄の「人生」論』NHK出版新書。ISBN　978-4-14-088665-6
- 第32回 2023年 保坂三四郎『諜報国家ロシア：ソ連KGBからプーチンのFSB体制まで』中公新書。ISBN　978-4-12-102760-3
- 第33回[3] 2024年 磯野真穂『コロナ禍と出会い直す：不要不急の人類学ノート』柏書房。ISBN　978-4-7601-5565-1